# Spongiaxius pitatucensis
Spongiaxius pitatucensis är en kräftdjursart som först beskrevs av De Man 1925.  Spongiaxius pitatucensis ingår i släktet Spongiaxius och familjen Axiidae. Inga underarter finns listade i Catalogue of Life.